# Nebojša Radmanović
Nebojša Radmanović (Gračanica, 5. veljače 1949.), srpski bosanskohercegovački političar, bivši srpski član Predsjedništva Bosne i Hercegovine. 
Radmanović je i potpredsjednik Saveza nezavisnih demokrata. Osnovnu školu i gimnaziju završio je u Banjoj Luci, kao i Filozofski fakultet Sveučilišta u Beogradu. Radio u područjima sporta, kulture, informiranja, obrazovanja i državne uprave. Bio je direktor Arhiva Bosanske Krajine i Arhiva Republike Srpske, direktor Narodnog kazališta u Banjoj Luci, direktor i glavni i odgovorni urednik Glasa, predsjednik Izvršnog odbora Grada Banja Luka, narodni zastupnik u Narodnoj skupštini Republike Srpske i ministar uprave i lokalne samouprave u Vladi Milorada Dodika. Objavio je više stručnih i zranstvenih radova i nekoliko knjiga. 
| Prethodnik:      | član Predsjedništva Bosne i Hercegovine iz Republike Srpske 2006. – 2014. | Nasljednik:   |
| Borislav Paravac | član Predsjedništva Bosne i Hercegovine iz Republike Srpske 2006. – 2014. | Mladen Ivanić |